# 黃秋生
黃秋生（英語：Anthony Wong Chau Sang，1961年9月2日—），香港男演員、歌手。
黃秋生於1993年、1998年及2019年，憑電影《八仙飯店之人肉叉燒包》、《野獸刑警》及《淪落人》，三度榮獲香港電影金像獎最佳男主角獎，並在電影《想飛》、《無間道系列》及《頭文字D》的演出，三度榮獲金馬獎最佳男配角獎。2022年，憑電影《白日青春》榮獲第59屆金馬獎最佳男主角獎。此外，黃秋生2001年獲頒香港戲劇協會第十屆香港舞台劇獎最佳男主角（悲劇/正劇）獎項，2015年以《梟雄》獲TVB第19屆萬千星輝頒獎典禮最佳男主角獎項，是香港首位之獲頒電影、電視作品、舞台劇等領域最高獎項的男性演員，也是香港第二位在演唱、電影及電視作品領域獲頒獎項的藝人。曾表達移民台灣意願，目前於台灣、香港兩地往返居住。

## 早年生活
黃秋生生於贊育醫院，他是英港混血兒，父親是英國人腓特烈·威廉·培里（Frederick William Perry），當年在港英政府物料供應處擔任官員；母親黃尊儀是廣東台山人。黃秋生的英文名字是，四歲時與母親遭父親拋棄。黃秋生自幼與母親相依為命，所以黃秋生的青少年時期及成名之前，生活非常貧苦，住過北角、灣仔。他在學時入讀九龍城獅子石道英如學校（1967年、幼稚園部）。由於母親改嫁後，他無法適應後父家中人多口雜的生活，情緒及行為皆出現問題，所以先入讀過聖瑪加利書院（小學部），再被母親送到九龍塘聖體英文中學當寄宿生（小學部，昔日位於金巴倫道7號），輾轉之下轉學至新法書院（小學部）、軍器廠街警察官立小學以及位於灣仔峽道的灣仔官立學校，繼而被教育署安排他轉讀香港扶幼會盛德中心學校，後畢業於香港扶幼會則仁中心學校（小三至小六）。當年他入讀群育學校的另一個原因出於12歲時因為成績差以致仍然讀三年級，多間學校視他為問題兒童而拒絕取錄他。留在則仁中心學校讀書期間，黃秋生得到老師鼓勵，最終通過升中試，先後入讀樹仁中學和嶺南中學。在中三畢業後，他從事過多種職業，包括辦公室助理、花店配送員、汽車修理廠學徒、裝修工人、木匠、跟車搬運工人、髮型屋學徒等，直至1982年入讀電視演員訓練班而進入演藝圈。

## 演藝事業
1982年，黃秋生考入第一屆亞洲電視藝員訓練班，同期畢業學員包括吳毅將、李嘉玲、麥翠嫻、苑瓊丹、楊得時、凌腓力、尹天照及呂良國等人。黃秋生後與亞視簽約3年，曾參與《101拘捕令第二輯之熱線999》以及他好友邱禮濤的首部電影習作的演出。1985年首度出演邵氏電影《花街時代》後自覺演技未夠水準，入讀香港演藝學院表演系，與張達明是同期同學，1988年成為該校首屆畢業生。在學期間，黃秋生應香港無綫電視（TVB）邀請，於1986年加入該電視台，以部頭合約形式拍攝劇集，並擔任戲劇主角。
無線期間，他於電視劇《阿德也瘋狂》《小小大丈夫》參演配角，於《還我本色》《他來自江湖》《午夜太陽》《天若有情》躋身主角，更獲導演杜琪峯及李力持推薦參演電視電影《特警'90》《越柙飛龍》。
1990年，他轉戰電影圈，初時有接拍一些艷情三級片，其主演《聊齋艷譚續集：五通神》（1991）成為首部香港票房破千萬的三級片。在這段期間黃秋生因為甲狀腺患病而事業一度停滯，曾前往英國治療。1993年卻因在《八仙飯店之人肉叉燒包》裡飾演一個變態連環殺手，以形神兼備的演繹令人懾服。他亦憑藉該片獲得第13屆香港電影金像獎最佳男主角，令其成為首位憑三級片獲影帝的演員。之後主演了《的士判官》《香港奇案之吸血貴利王》和《伊波拉病毒》，角色不脫變態殺手的影子。此外也參與眾多類型電影，如社會奇案片《溶屍奇案》《省港一號通緝犯》《黑社會檔案之黑金帝國》等；黑幫警匪片，如《古惑仔 2 之猛龍過江》《旺角風雲》《半支煙》《鎗火》等，並憑《野獸刑警》中游走黑白兩道的警察，再奪香港電影金像獎影帝。
1995年及1996年黃秋生先後自导自演了懸疑片《新房客》和浪漫喜劇《金裝香蕉俱樂部》。1997年黃秋生得以師從法國表演訓練大師菲力浦·高利埃（Philippe Gaulier）學習小丑課程，因其工作室在英國，黃秋生赴英深造並借機帶母親尋親。
隨著1990年代末港產片持續不景氣，黃秋生轉到中國大陸和台灣接拍多部片集，使他逐漸擺脫了「變態佬」的影子。2003年黃秋生在《無間道》裡飾演性格正直的警官而大獲好評，因此贏得了第23屆香港電影金像獎和第40屆金馬獎之最佳男配角奖，黃秋生也凴《無間道》成功轉型，其後演出的電影和電視劇形象趨於正面。2004年獲頒香港演藝學院榮譽院士。2006年黃秋生客串由愛德華·諾頓和娜奧米·沃茨主演的好萊塢電影《愛在遙遠的附近》(The Painted Veil)，同年，憑《頭文字D》中飾演藤原拓海的父親藤原文太再度贏得金像獎和金馬獎最佳男配角奖。其後一些作品黃秋生也是飾演正派人物，如電視劇《功夫足球》他飾演一個落魄的足球教練；《八大豪俠》飾演一個大俠；電影《老鼠愛上貓》他更飾演可爱有喜感的包公；《葉問終極一戰》（2013）的威嚴宗師。
2013年加入英皇娛樂，同年與香港演藝學院師妹甄詠蓓及張珮華成立神戲劇場，並與甄氏擔任聯合藝術總監；同年10月首次參選香港藝術發展局戲劇組委員並成功當選。2014年5月，黃秋生再次返回香港無綫電視劇集、他同年拍攝湯鎮業的新劇《梟雄》，並憑該劇在2015年的《萬千星輝頒獎典禮2015》奪得「最佳男主角」。

2018年，黃秋生主演英國犯罪懸疑電視劇《陌路追兇》。其後又演出香港電視娛樂旗下ViuTV 的電視劇《理想國 - 聲音監獄》（2019），獲 《第25屆亞洲電視大獎》「最佳男主角」。憑《淪落人》（2019）的精湛演出，第三度在香港電影金像獎獲封影帝，同年並獲第 21 屆烏甸 尼遠東電影節頒予「傑出成就金桑獎」。 2022年，黃秋生憑《白日青春》，奪得第59屆金馬獎最佳男主角，是他首座金馬影帝，翌年第六次獲提名香港電影金像獎最佳男主角。

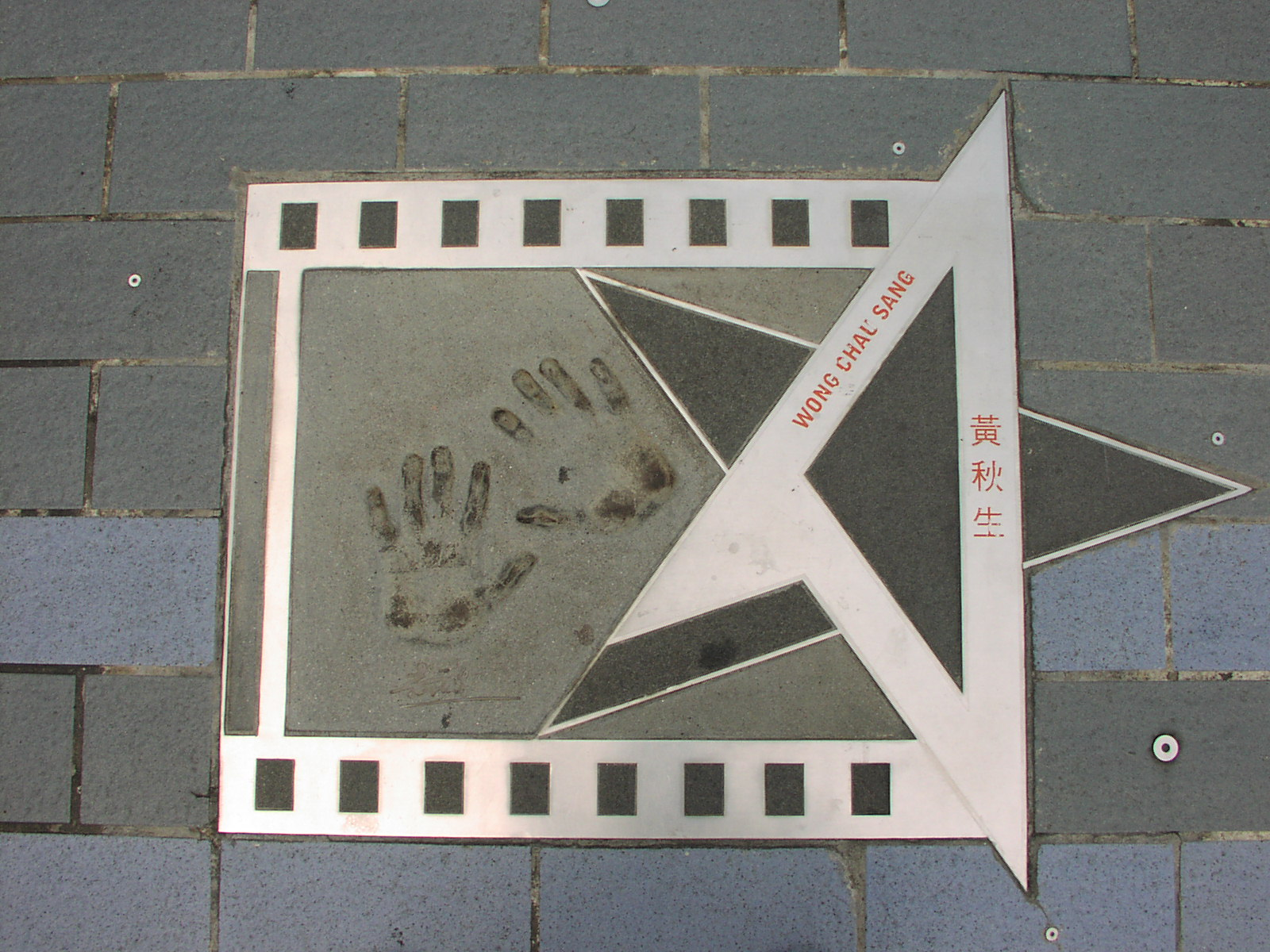
黃秋生在香港星光大道的手印及簽名

## 個人生活
黃秋生已婚，妻子吳惠貞原是其十幾歲時相識的戀人，兩人分分合合多年之後於1992年結婚，曾住在石澳，後與妻子分居，獨居在大坑的住所。約於1998年簽下離婚協議書但之後並未交付解除婚姻關係。黃秋生與吳惠貞育有兩子：長子黃睿名（1996年出生）、二子黃煜政（1998年出生）。另外，黃秋生與岑建勳的外甥女Joyce亦育有一私生子William（1998年出生），母子兩人在英國居住。2020年黃秋生與妻子吳惠貞恢復同居。
2018年2月，黃秋生與BBC中文網分享了對父親的記憶，隨後各方網民陸續找來了黃秋生父親下落的線索，BBC並播出他的尋親專訪。3月20日，黃秋生兩位居於澳洲、同父異母的哥哥約翰（John）和大衛（David）來到香港與之相認，黃秋生得知父親早於1988年已辭世。
2020年5月，黃秋生於社交平台上透露準備移居台灣；同年9月2日，黃秋生生日當天於社交平台表示過往沒有特別的生日願望，唯獨今年願能將一生所學之技帶到台灣，教給下一代。2021年4月，以文化藝術類別向中華民國內政部移民署申請並取得「就業金卡」，未來三年可隨時來台工作、並享減免所得稅優惠及健康保險、配偶及未成年子女也能依親在台居留。不過，2023年黃出席活動時向記者澄清自己一直在香港，並未移民台灣，之前去台灣只是去工作，事業重心仍在香港。
黃秋生曾收兩位乾兒子周杰倫、陳冠希，一位乾女兒梁洛施。

## 政治參與
黃秋生在1996年10月7日曾和梁國雄，司徒華等人遠赴台灣參與保釣運動。
在2013年，網上流傳黃秋生和時任香港特首梁振英的合照，他又多出席禮賓府的聚會。黃秋生因而被網民指控為「梁粉｣（梁振英支持者）。黃秋生事後澄清梁振英曾參與其在演藝校友會擔任主席期間舉辦的籌款音樂會，為還他一個人情而出席合照，自己並非支持梁振英政府。
在2014年佔中期間，黃秋生抨擊香港警察以暴力手法清場，其後導演王晶在微博上宣布和黃秋生，杜汶澤以及何韻詩三人絕交。
在2019年反送中期間，黃秋生在出席林海峰於紅磡體育館舉辦的表演時公開吹奏反送中歌曲願榮光歸香港除此之外，亦多次對政治局勢發表評論，被視為是支持反送中的藝人。黃秋生亦因此在中國內地被封殺，黃秋生演藝事業的重心自此亦逐漸移向台灣。

## 作品

### 主持節目
- 2014年 TVB清談節目《燭光晚餐》
- 2021年台灣LINE TV、東森綜合台《開著餐車交朋友》第一季、第二季

### 舞台劇：
- 《螳螂捕蟬》（2000年）(新域劇團)
- 《家庭作孽》（2004年）(香港話劇團)
- 《極地情聖》（2012年）(大舞台劇團)
- 《十八樓C座》（2013年）(香港話劇團,商業電台)
- 《EQUUS馬》（戀馬狂）（2014年）
- 《狂揪夫妻》（2015年）
- 《狂揪夫妻・二度勁揪版》（2016年）
- 《仲夏夜之夢》（2016年）
- 《搞大電影》（2017年）
- 《夕陽戰士》（2018年）
- 《尋常心》（2019年）(風車草劇團)
- 《Art呃》（2021年）
- 《2呃22 ART》（2022年）
- 《極地謎情》（2023年）

### 短劇
- 《暴風少年之黑仔強》（1987年）

### 參演MV
- 2004年黎明《一比一》
- 2009年 方皓玟《Table for two》
- 2020年 黃明志ft.黃秋生《中國痛》
- 2024年 黃明志ft.黃秋生《揸FIT》

### 配音作品
- NHK紀錄片《絲綢之路（第一輯）》（旁白）（1982-1983年）
- 迪士尼《蟲蟲特攻隊》- 谷巴（1998年）
- 《麥兜故事》- 校長、醫生、黎根、記者（2001年）
- 夢工廠《史瑞克》- 史瑞克（2001年）
- 《麥兜菠蘿油王子》（2004年）
- 《春田花花同學會》（2006年）
- 《麥兜響噹噹》（2009年）
- 迪士尼《無敵破壞王》- 破壞王（2012年）
- 《麥兜噹噹伴我心》（2012年）
- 《麥兜我和我媽媽》（2014年）
- 《麥兜·飯寶奇兵》（2016年）
- RTHK紀錄片《文化長河大地行》（旁白）（2017年）

### 廣播劇
- 《星河》（1986年）
- 《風雲》（1998年）
- 《玫瑰奴隸王》（2001年）
- 《雍正皇帝》（2001年）
- 《日與夜》（2002年）

### 音樂作品

#### 錄音室專輯
- 1995年《支離疏》（個人大碟）
- 1996年《地踎搖滾》（個人大碟）
- 2002年《Bad Taste... But I Smell Good》（個人大碟）

#### 歌曲
- 1991年，《五通神》（電影《聊斋艳谭续集：五通神》主題曲）
- 1991年，《柔情愛意》（電影《聊斋艳谭续集：五通神》插曲）
- 1995年， 《藍色的詩》 （電影《新房客》主題曲）
- 1996年，《天行健》
- 1996年，《變身》（客串；收錄於劉以達專輯麻木)
- 2007年，《美麗的梭羅河》（電影《太陽照常升起》插曲）
- 2009年，《月光光》（《麥兜响噹噹》插曲）
- 2010年，《奇蹟》（客串；收錄於農夫同年專輯奇蹟)
- 2020年，《中国痛》（客串；与黄明志合唱）
- 2024年，《揸Fit》（客串；與黃明志合唱）

### 書籍
| 年份      | 書名     | 出版社   | ISBN              | 類別 |
| 2023年7月 | 秋生回憶 | 亮光文化 | ISBN9789888820665 | 自傳 |

## 得獎與提名

### 香港電影金像獎
| 年份   | 領獎典禮             | 獎項       | 片名                     | 角色               | 結果 |
| ------ | -------------------- | ---------- | ------------------------ | ------------------ | ---- |
| 1993年 | 第12屆香港電影金像獎 | 最佳男配角 | 《我愛扭紋柴》           | 大傻個             | 提名 |
| 1994年 | 第13屆香港電影金像獎 | 最佳男主角 | 《八仙饭店之人肉叉烧包》 | 王志恆 又名 陳子良 | 獲獎 |
| 1994年 | 第13屆香港電影金像獎 | 最佳男配角 | 《溶屍奇案》             | 劉督察／劉Sir      | 提名 |
| 1997年 | 第16屆香港電影金像獎 | 最佳男配角 | 《古惑仔3之隻手遮天》    | 大飛               | 提名 |
| 1999年 | 第18屆香港電影金像獎 | 最佳男主角 | 《野獸刑警》             | 陳曉東（爛鬼東）   | 獲獎 |
| 2000年 | 第19屆香港電影金像獎 | 最佳男主角 | 《千言萬語》             | 甘神父（甘仔）     | 提名 |
| 2003年 | 第22屆香港電影金像獎 | 最佳男配角 | 《無間道》               | 黃志誠             | 獲獎 |
| 2003年 | 第22屆香港電影金像獎 | 最佳男配角 | 《一碌蔗》               | 大喪               | 提名 |
| 2003年 | 第22屆香港電影金像獎 | 最佳男配角 | 《想飛》                 | Joker父親          | 提名 |
| 2006年 | 第25屆香港電影金像獎 | 最佳男配角 | 《頭文字D》              | 藤原文太           | 獲獎 |
| 2014年 | 第33屆香港電影金像獎 | 最佳男主角 | 《葉問：終極一戰》       | 葉問               | 提名 |
| 2019年 | 第38屆香港電影金像獎 | 最佳男主角 | 《淪落人》               | 梁昌榮             | 獲獎 |
| 2023年 | 第41屆香港電影金像獎 | 最佳男主角 | 《白日青春》             | 陳白日             | 提名 |

### 香港电影评论学会大獎
| 年份   | 領獎典禮                   | 獎項       | 片名                            | 角色             | 結果 |
| ------ | -------------------------- | ---------- | ------------------------------- | ---------------- | ---- |
| 1997年 | 第4屆香港电影评论学会大獎  | 最佳男演員 | 《天地雄心》                    | 焦大鵬           | 提名 |
| 1998年 | 第5屆香港电影评论学会大獎  | 最佳男演員 | 《野獸刑警》                    | 陳曉東（爛鬼東） | 獲獎 |
| 1999年 | 第6屆香港电影评论学会大獎  | 最佳男演員 | 《千言萬語》                    | 甘神父（甘仔）   | 提名 |
| 1999年 | 第6屆香港电影评论学会大獎  | 最佳男演員 | 《鎗火》                        | 阿鬼             | 提名 |
| 2001年 | 第8屆香港电影评论学会大獎  | 最佳男演員 | 《麥兜故事》                    | 黎根（聲音演出） | 提名 |
| 2002年 | 第9屆香港电影评论学会大獎  | 最佳男演員 | 《無間道》                      | 黃志誠           | 獲獎 |
| 2002年 | 第9屆香港电影评论学会大獎  | 最佳男演員 | 《一碌蔗》                      | 大喪             | 提名 |
| 2002年 | 第9屆香港电影评论学会大獎  | 最佳男演員 | 《想飛》                        | Joker父親        | 提名 |
| 2003年 | 第10屆香港电影评论学会大獎 | 最佳男演員 | 《無間道II》                    | 黃志誠           | 提名 |
| 2005年 | 第12屆香港电影评论学会大獎 | 最佳男演員 | 《頭文字D》                     | 藤原文太         | 提名 |
| 2006年 | 第13屆香港电影评论学会大獎 | 最佳男演員 | 《放·逐》                       | 火               | 提名 |
| 2007年 | 第14屆香港电影评论学会大獎 | 最佳男演員 | 《老港正傳》                    | 左向港           | 提名 |
| 2008年 | 第15屆香港电影评论学会大獎 | 最佳男演員 | 《性工作者2 我不賣身·我賣子宮》 | 劉富意           | 提名 |
| 2012年 | 第19屆香港电影评论学会大獎 | 最佳男演員 | 《車手》                        | 盧峰             | 提名 |
| 2013年 | 第20屆香港电影评论学会大獎 | 最佳男演員 | 《葉問：終極一戰》              | 葉問             | 提名 |
| 2014年 | 第21屆香港电影评论学会大獎 | 最佳男演員 | 《大茶飯》                      | 楊明             | 提名 |
| 2018年 | 第25屆香港电影评论学会大獎 | 最佳男演員 | 《淪落人》                      | 昌榮             | 獲獎 |
| 2020年 | 第27屆香港电影评论学会大獎 | 最佳男演員 | 《死因無可疑》                  | 朱重德           | 提名 |
| 2022年 | 第29屆香港电影评论学会大獎 | 最佳男演員 | 《白日青春》                    | 陳白日           | 提名 |

### 香港電影金紫荊獎
| 年份   | 領獎典禮               | 獎項       | 片名         | 角色             | 結果 |
| ------ | ---------------------- | ---------- | ------------ | ---------------- | ---- |
| 1999年 | 第4屆香港电影金紫荆奖  | 最佳男主角 | 《野獸刑警》 | 陳曉東（爛鬼東） | 獲獎 |
| 2000年 | 第5屆香港电影金紫荆奖  | 最佳男主角 | 《千言万语》 | 甘神父（甘仔）   | 獲獎 |
| 2001年 | 第6屆香港电影金紫荆奖  | 最佳男配角 | 《順流逆流》 | 吉叔             | 提名 |
| 2003年 | 第8屆香港电影金紫荆奖  | 最佳男配角 | 《無間道》   | 黃志誠           | 獲獎 |
| 2004年 | 第9屆香港电影金紫荆奖  | 最佳男主角 | 《無間道II》 | 黃志誠           | 提名 |
| 2006年 | 第11屆香港电影金紫荆奖 | 最佳男配角 | 《頭文字D》  | 藤原文太         | 獲獎 |

### 臺灣金馬獎
| 年份   | 領獎典禮     | 獎項       | 片名         | 角色           | 結果 |
| ------ | ------------ | ---------- | ------------ | -------------- | ---- |
| 1998年 | 第35屆金馬獎 | 最佳男主角 | 《野獸刑警》 | 陳曉東(爛鬼東) | 提名 |
| 1999年 | 第36屆金馬獎 | 最佳男主角 | 《千言萬語》 | 甘神父（甘仔） | 提名 |
| 2002年 | 第39屆金馬獎 | 最佳男配角 | 《想飛》     | Joker父        | 獲獎 |
| 2003年 | 第40屆金馬獎 | 最佳男配角 | 《無間道》   | 黃志誠         | 獲獎 |
| 2005年 | 第42屆金馬獎 | 最佳男配角 | 《頭文字D》  | 藤原文太       | 獲獎 |
| 2022年 | 第59屆金馬獎 | 最佳男主角 | 《白日青春》 | 陳白日         | 獲獎 |

### 叱咤樂壇流行榜頒獎典禮
| 年份   | 領獎典禮                       | 獎項                     | 結果 |
| ------ | ------------------------------ | ------------------------ | ---- |
| 1995年 | 1995年度叱咤樂壇流行榜頒獎典禮 | 叱吒樂壇生力軍男歌手金獎 | 獲獎 |

### 香港戲劇協會香港舞台劇獎
| 年份   | 領獎典禮                       | 獎項                    | 片名         | 角色 | 結果 |
| ------ | ------------------------------ | ----------------------- | ------------ | ---- | ---- |
| 2001年 | 第10屆香港戲劇協會香港舞台劇獎 | 最佳男主角（悲劇/正劇） | 《螳螂捕蟬》 | 北越 | 獲獎 |

### 香港特區十周年電影選舉
| 年份   | 領獎典禮               | 獎項       | 片名         | 角色           | 結果 |
| ------ | ---------------------- | ---------- | ------------ | -------------- | ---- |
| 2007年 | 香港特區十周年電影選舉 | 最佳男主角 | 《千言萬語》 | 甘神父（甘仔） | 獲獎 |

### 澳門國際電影節
| 年份   | 領獎典禮             | 獎項       | 片名           | 角色        | 結果 |
| ------ | -------------------- | ---------- | -------------- | ----------- | ---- |
| 2011年 | 第三屆澳門國際電影節 | 最佳男配角 | 競雄女俠·秋瑾  | 李鍾岳      | 獲獎 |
| 2013年 | 第五屆澳門國際電影節 | 最佳男主角 | 葉問：終極一戰 | 葉問        | 獲獎 |
| 2017年 | 第九屆澳門國際電影節 | 最佳男主角 | 失眠           | 林醒/林惜家 | 提名 |

### 華鼎獎
| 年份   | 領獎典禮     | 獎項               | 片名 | 角色 | 結果 |
| ------ | ------------ | ------------------ | ---- | ---- | ---- |
| 2013年 | 第10屆華鼎獎 | 中國最佳男話劇演員 |      |      | 獲獎 |

### 萬千星輝頒獎典禮
| 年份   | 領獎典禮             | 獎項       | 片名     | 角色   | 結果 |
| ------ | -------------------- | ---------- | -------- | ------ | ---- |
| 2015年 | 萬千星輝頒獎典禮2015 | 最佳男主角 | 《梟雄》 | 喬傲天 | 獲獎 |

### 首爾國際電視節
| 年份   | 領獎典禮             | 獎項           | 片名 | 角色 | 結果 |
| ------ | -------------------- | -------------- | ---- | ---- | ---- |
| 2016年 | 第11屆首爾國際電視節 | 男子亞洲明星獎 |      |      | 獲獎 |

### 香港電影導演會年度大獎
| 年份   | 領獎典禮               | 獎項       | 片名       | 角色 | 結果 |
| ------ | ---------------------- | ---------- | ---------- | ---- | ---- |
| 2019年 | 香港電影導演會年度大獎 | 最佳男主角 | 《淪落人》 | 昌榮 | 獲獎 |

### 香港電影編劇家協會
| 年份   | 領獎典禮               | 獎項           | 片名       | 角色 | 結果 |
| ------ | ---------------------- | -------------- | ---------- | ---- | ---- |
| 2019年 | 香港電影編劇家協會2019 | 最佳角色演繹獎 | 《淪落人》 | 昌榮 | 獲獎 |

### 烏甸尼遠東電影節
| 年份   | 領獎典禮               | 獎項           | 片名       | 角色 | 結果 |
| ------ | ---------------------- | -------------- | ---------- | ---- | ---- |
| 2019年 | 第21屆烏甸尼遠東電影節 | 傑出成就金桑獎 | 《淪落人》 | 昌榮 | 獲獎 |

### 最港電影大獎
| 年份   | 領獎典禮          | 獎項       | 片名       | 角色 | 結果 |
| ------ | ----------------- | ---------- | ---------- | ---- | ---- |
| 2019年 | 第2屆最港電影大獎 | 最港男演員 | 《淪落人》 | 昌榮 | 獲獎 |

### MOVIE6全民票選電影大獎
| 年份   | 領獎典禮                    | 獎項       | 片名       | 角色 | 結果 |
| ------ | --------------------------- | ---------- | ---------- | ---- | ---- |
| 2020年 | 第3屆MOVIE6全民票選電影大獎 | 最佳男配角 | 家和萬事驚 |      | 提名 |

### 亞洲電視大獎
| 年份   | 領獎典禮           | 獎項       | 片名                  | 角色   | 結果 |
| ------ | ------------------ | ---------- | --------------------- | ------ | ---- |
| 2021年 | 第25屆亞洲電視大獎 | 最佳男主角 | 《理想國 - 聲音監獄》 | 單立奇 | 獲獎 |

### 亞太影展
| 年份   | 領獎典禮       | 獎項        | 片名       | 角色     | 結果 |
| ------ | -------------- | ----------- | ---------- | -------- | ---- |
| 2005年 | 第50屆亞太影展 | 《頭文字D》 | 最佳男配角 | 藤原文太 | 獲獎 |